# IC 384
IC 384 је елиптична галаксија у сазвјежђу Еридан која се налази на листи објеката дубоког неба у Индекс каталогу.
Деклинација објекта је - 7° 50' 20" а ректасцензија 4h 39m 18,2s. Привидна величина (магнитуда) објекта IC 384 износи 14,5 а фотографска магнитуда 15,5.